# Hartinkov
Hartinkov (en allemand : Herrmannsdorf) est une commune du district de Svitavy, dans la région de Pardubice, en Tchéquie. Sa population s'élevait à 54 habitants en 2022.

## Géographie
Hartinkov se trouve à 10 km au nord-est de Jevíčko, à 27 km au sud-est de Svitavy, à 85 km au sud-est de Pardubice et à 177 km à l'est-sud-est de Prague.
La commune est limitée par Vranová Lhota au nord, par Bouzov à l'est, par Vysoká au sud et par Vrážné à l'ouest.

## Histoire
La première mention écrite du village date de 1258.

## Galerie

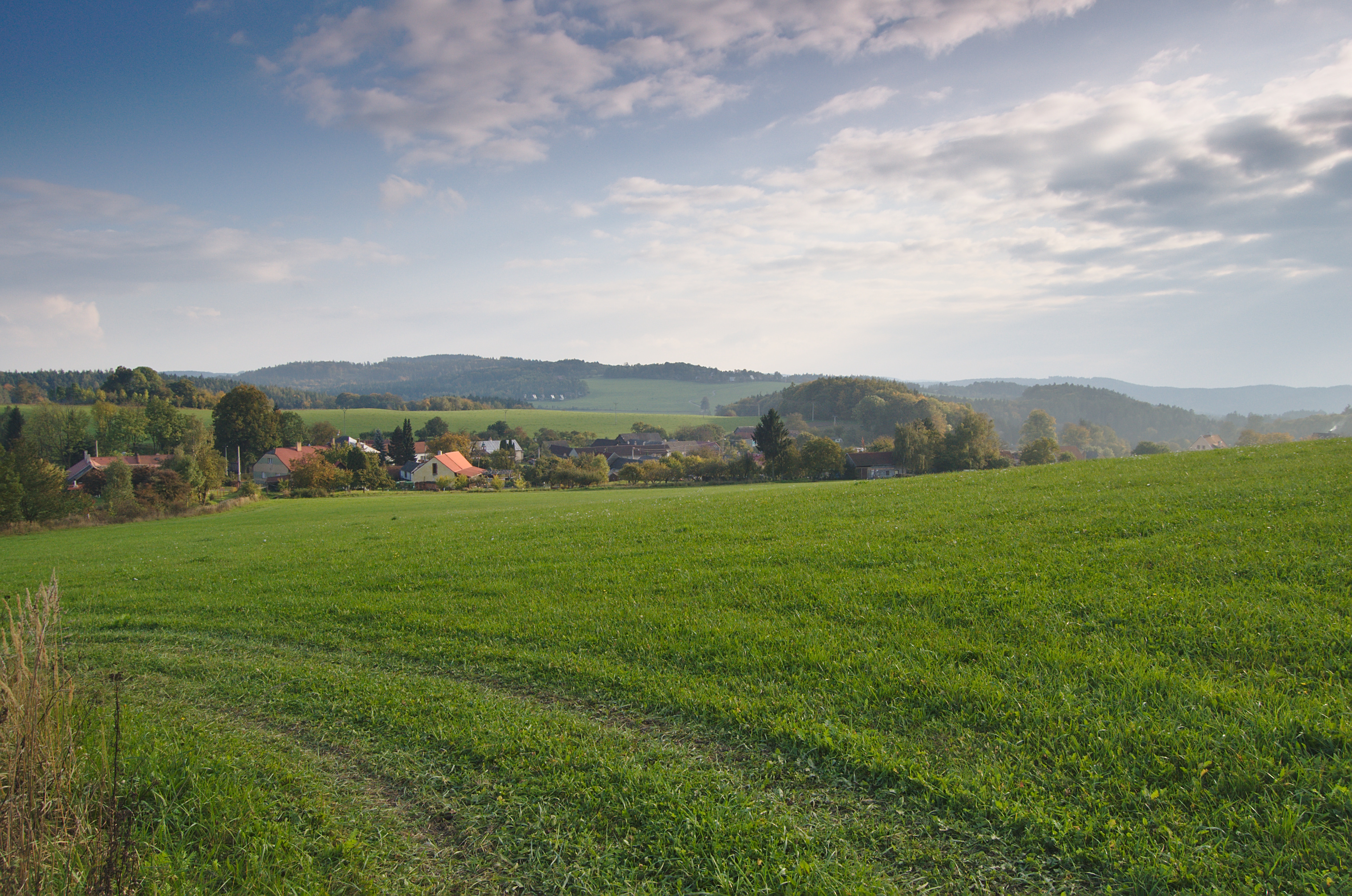
Hartinkov : vue générale.
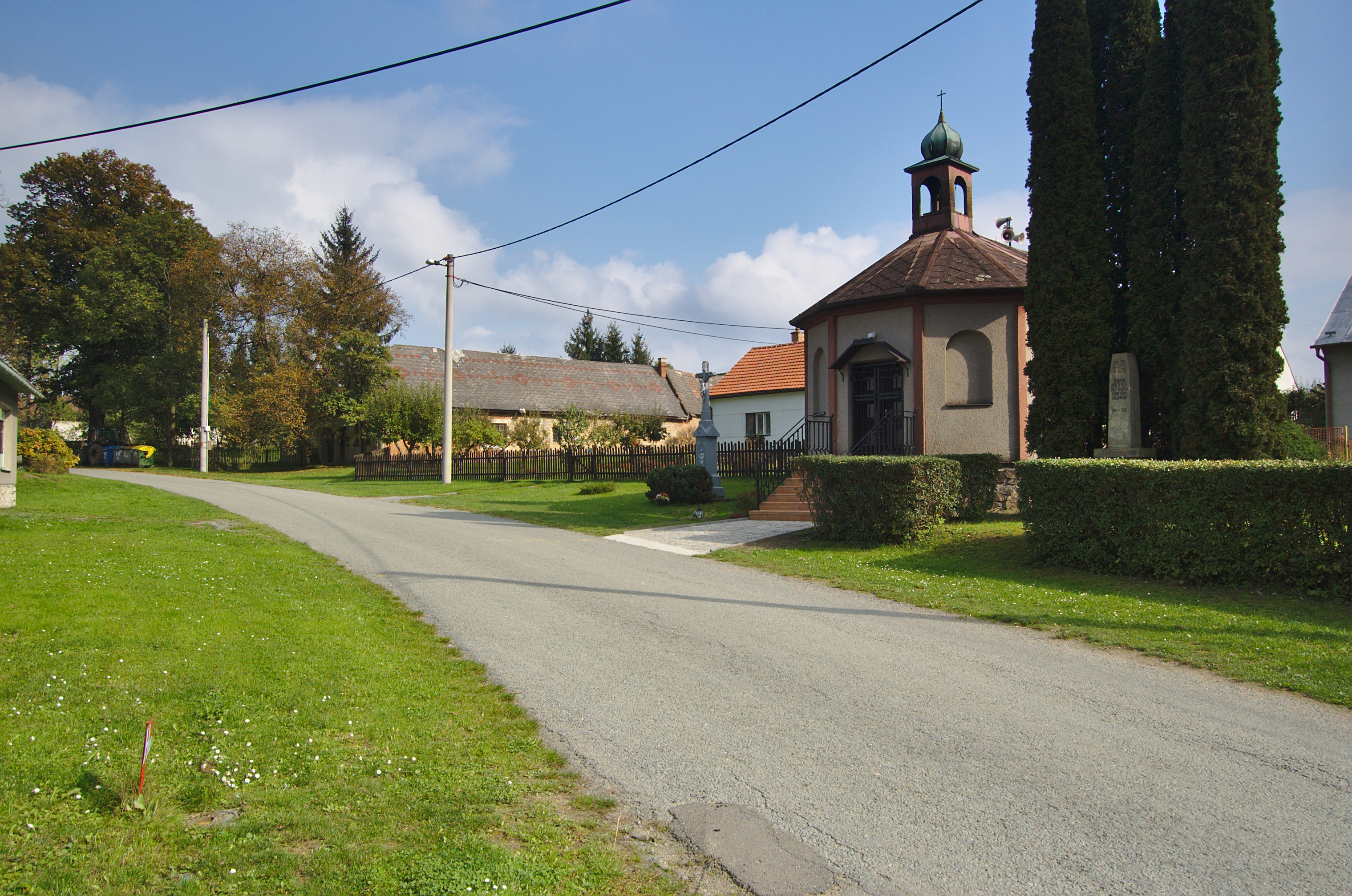
Chapelle à Hartinkov.

## Transports
Par la route, Hartinkov se trouve à 12 km de Jevíčko, à 39 km de Svitavy, à 137 km de Pardubice et à 250 km de Prague. 